# Simon R. Green
Simon R. Green (* 1955 in Bradford-on-Avon, Wiltshire, England) ist ein englischer Science-Fiction- und Fantasyautor.
Simon R. Green studierte an der University of Leicester und hat einen Abschluss in englischer und amerikanischer Literatur und Geschichte.
Einige Jahre lang bekam er nur Absagen von verschiedenen Verlagen. Dann konnte er 1988 sieben Romane verkaufen, genau zwei Tage, nachdem er in der Buchhandlung Bilbo’s in Bath angefangen hatte.
Kurz danach erhielt er den Auftrag, nach dem Drehbuch zum Kevin-Costner-Film Robin Hood – König der Diebe einen Roman zu schreiben, der ein kommerzieller Erfolg wurde. Nebenher arbeitet Green auch für das Fernsehen, schreibt Theaterstücke und tritt als Schauspieler in Shakespeare-Stücken auf.
In Deutschland erschienen – nach Robin Hood, König der Diebe (1991) – zunächst ab 1997 seine Romane der Todtsteltzer-Serie, während andere Bücher teilweise gar nicht oder erst sehr viel später übersetzt wurden. Sein Werk deckt eine große Bandbreite von Science Fiction über Dark Fantasy bis zum humorvollen Epos à la Terry Pratchett ab.

## Werke (Auswahl)
- Robin Hood: Prince of Thieves, 1990 (deutsch Robin Hood, König der Diebe, Goldmann 1991)
- Shadows Fall, 1994 (deutsch Schattenfall, Heyne 1999)

### Der Dämonenkrieg (Forest Kingdom Pentalogy)
- Band 1: Blue Moon Rising, 1991 (deutsch Band 1 Das Regenbogenschwert, Heyne 2002; Neuauflage bei Feder&Schwert 2013)
- Band 2: Blood and Honor, 1992
- Band 3: Down Among the Dead Men, 1993 (deutsch Band 3 Das dunkle Fort, Heyne 2005; Neuauflage Der träumende Turm bei Feder&Schwert 2014)
- Band 4: Beyond the Blue Moon, 2000 (deutsch Band 2 Unter dem Blauen Mond, Feder&Schwert 2014)
- Band 5: Once in a Blue Moon, 2014 (deutsch Band 4 Einst unter Blauem Mond, Feder&Schwert 2015)

### Todtsteltzer
Owen Todtsteltzer zettelt eine Rebellion gegen den Eisernen Thron, die Herrscherkaste der Galaxie, und dessen korrupte und grausame Regentin an.
- Band 1: Deathstalker, 1994 (deutsch Der Eiserne Thron, Bastei 23186, 1997)
- Band 2: Deathstalker Rebellion, 1996 (deutsch Die Rebellion, Bastei 23188, 1997)
- Band 3: Deathstalker War, 1997 (deutsch Todtsteltzers Krieg, Bastei 23203, 1997)
- Band 4: Deathstalker Honour, 1998 (deutsch Todtsteltzers Ehre, Bastei 23230, 1998)
- Band 5: Deathstalker Destiny, 1999 (deutsch Todtsteltzers Schicksal, Bastei 23236, 1999)
- Band 6: Mistworld/Ghostworld/Hellworld, 1997 (deutsch Nebelwelt/Geisterwelt/Höllenwelt, Bastei 23192, 1997) – Vorgeschichte zu Deathstalker
- Band 7: Deathstalker Legacy, 2002 (deutsch Todtsteltzers Erbe, Bastei 23275, 2004)
- Band 8: Deathstalker Return, 2004 (deutsch Todtsteltzers Rückkehr, Bastei 23288, 2005)
- Band 9: Deathstalker Coda, 2005 (deutsch Todtsteltzers Ende, Bastei 23297, 2006)

### Geschichten aus der Nightside (Tales from the Nightside)
Der Held, John Taylor arbeitet in der Nightside, der Nachtseite von London, als Detektiv.
Diese Reihe wird vom deutschen Verlag Feder & Schwert unter dem Titel Geschichten aus der Nightside veröffentlicht.
- Band 1: Something from the Nightside, New York, Ace 2003, ISBN 0-441-01065-2 (deutsch bei Feder&Schwert Die dunkle Seite der Nacht, 2006)
- Band 2: Agents of Light and Darkness, New York, Ace 2003, ISBN 0-441-01113-6 (deutsch bei Feder&Schwert Ein Spiel von Licht und Schatten, 2007)
- Band 3: Nightingale's Lament, New York, Ace 2004, ISBN 0-441-01163-2 (deutsch bei Feder&Schwert Wer die Nachtigall hört, 2008)
- Band 4: Hex and the City, New York, Ace 2005, ISBN 0-441-01261-2 (deutsch bei Feder&Schwert Der Fluch der Dunklen Mutter, 2008)
- Band 5: Paths not Taken, New York, Ace 2005, ISBN 0-441-01319-8 (deutsch bei Feder&Schwert Spur in die Vergangenheit, 2009)
- Band 6: Sharper than a Serpent's Tooth, New York, Ace 2006, ISBN 0-441-01387-2 (deutsch bei Feder&Schwert Schärfer als der Schlange Zahn, 2009)
- Band 7: Hell to Pay, New York, Ace 2006, ISBN 0-441-01460-7 (deutsch bei Feder&Schwert Höllenärger, 2009)
- Band 8: The Unnatural Inquirer, New York, Ace 2008 (deutsch bei Feder&Schwert Bilder aus der Anderwelt, 2010)
- Band 9: Just Another Judgement Day, New York, Ace 2009 (deutsch bei Feder&Schwert Wieder einmal Weltenbrand, 2011)
- Band 10: The Good, the Bad and the Uncanny, New York, Ace 2010, (deutsch bei Feder&Schwert Für eine Hand voll Pfund, 2011)
- Band 11: A Hard Day's Knight, New York, Ace 2011 (deutsch bei Feder&Schwert Aller Tage Abend, 2013)
- Band 12: The Bride Wore Black Leather, Ace, 2012  (deutsch bei Feder&Schwert Die Braut in schwarzem Leder, 2013)
- A Walk on the Nightside, New York, Ace 2006, ISBN 0-441-01448-8; (Sammelband mit den ersten 3 Geschichte aus der Nightside-Reihe)

### Shaman-Bond-Reihe (The Secret History)
Held der Reihe ist Edwin Drood, Deckname Shaman Bond, ein Agent der Drood-Familie, welche die Menschheit seit Jahrhunderten gegen Dämonen und andere übersinnliche Wesen beschützt und gleichzeitig im Verborgenen die Welt regiert. Die Serie wurde in Deutschland bis Band 5 vom Bastei Lübbe Verlag und seither bei Feder & Schwert als Shaman-Bond-Reihe herausgegeben.
- Band 1: The Man with the Golden Torc, Gollancz 2007 (deutsch bei Bastei Lübbe Wächter der Menschheit, 2010; Neuauflage bei Feder&Schwert Der Mann mit dem goldenen Torques, 2015)
- Band 2: Daemons are Forever, Gollancz 2008 (deutsch bei Bastei Lübbe Krieg der Wächter, 2010; Neuauflage bei Feder&Schwert Dämonenfieber, 2016)
- Band 3: The Spy who Haunted Me, Gollancz 2009 (deutsch bei Bastei Lübbe Der Spion, der mich jagte, 2010; Neuauflage bei Feder&Schwert)
- Band 4: From Hell with Love, Gollancz 2010 (deutsch bei Bastei Lübbe Liebesgrüße aus der Hölle, 2011)
- Band 5: For Heaven's Eyes Only, Gollancz 2011 (deutsch bei Bastei Lübbe Ein Quantum Tod, 2012)
- Band 6: Live and Let Drood, Gollancz 2012 (deutsch bei Feder&Schwert Sterben und leben lassen, 2015)
- Band 7: Casino Infernale, Roc 2014 (deutsch bei Feder&Schwert Casino Infernal, 2016)
- Band 8: Property of a Lady Faire, Ace 2014 (deutsch bei Feder&Schwert Im Bann der Lady Venus, 2017)
- Band 9: From a Drood to a Kill, Ace 2015 (deutsch bei Feder&Schwert Im Angesicht des Drood, 2018)
- Band 10: Dr. DOA, Ace 2016
- Band 11: Moonbreaker,  Ace 2017
- Band 12: Night Fall, Ace 2018

### Ghost-Finders-Reihe
- Band 1: Ghost of a Chance, Ace 2010 (deutsch Unheil aus der Tiefe, Bastei Lübbe 2011)
- Band 2: Ghost of a Smile, Ace 2011 (deutsch Das Haus der Seelen, Bastei Lübbe 2013)
- Band 3: Ghost of a Dream, Ace 2012
- Band 4: Spirits From Beyond, Ace 2013
- Band 5: Voices From Beyond, Ace 2014
- Band 6: Forces From Beyond, Ace 2015